# Annweiler am Trifels

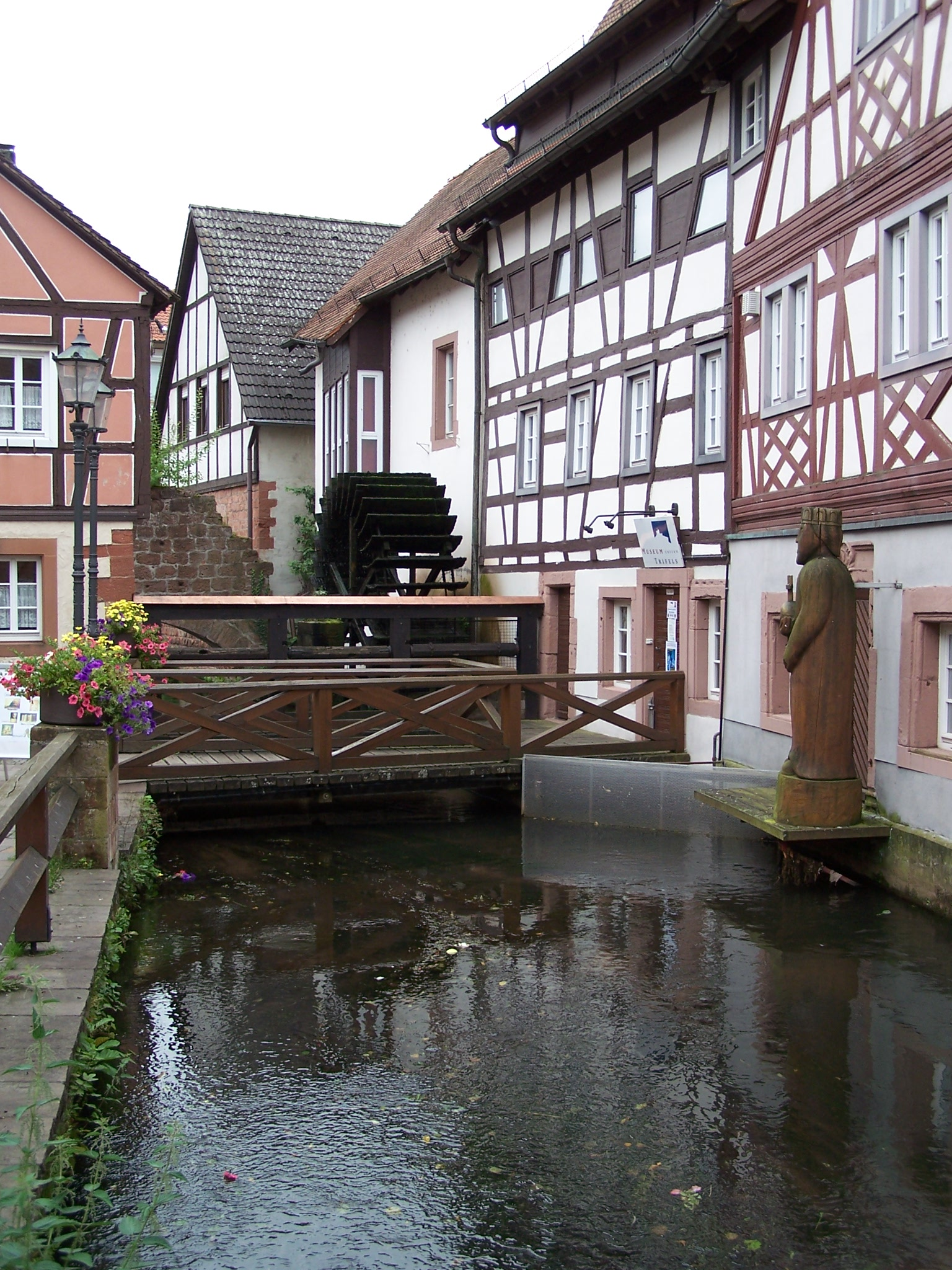
Stadtbild von Annweiler am Trifels

Annweiler am Trifels (Ausspracheⓘ) – bis 1949 Annweiler – ist eine Stadt und gemessen an der Einwohnerzahl die drittgrößte Ortsgemeinde im rheinland-pfälzischen Landkreis Südliche Weinstraße. Sie ist zugleich Verwaltungssitz der gleichnamigen Verbandsgemeinde. Annweiler ist ein staatlich anerkannter Luftkurort und gemäß Landesplanung als Mittelzentrum ausgewiesen.
Der Ort, der mutmaßlich bereits während des frühen Mittelalters entstand, wurde erstmals 1176 urkundlich erwähnt und bekam 1219 die Stadtrechte verliehen. Bedeutung erlangte Annweiler als Reichsstadt sowie als Standort der Reichsburg Trifels, die seit 1949 aus Marketinggründen Bestandteil des Stadtnamens ist und der sie ihre überregionale Bekanntheit verdankt. In der Gegenwart ist der Tourismus ein erheblicher Wirtschaftsfaktor.

## Geographie

### Lage
Annweiler liegt im südlichen Pfälzerwald, dem deutschen Teil des Wasgaus, in dessen Teilbereich Dahn-Annweiler Felsenland, nahe dessen Ostrand im Nordwesten des Landkreises Südliche Weinstraße inmitten des Queichtals. Der größte Teil der Gemarkung befindet sich innerhalb des Annweiler Felsenlands, das sich im Süden der Gemarkung erstreckt. Der Osten gehört zum Annweiler-Albersweiler-Ausraum, der alternativ als Trifelsland bezeichnet wird. Die Stadtgemarkung umfasst darüber hinaus eine 14,71 km² große Waldexklave in der Frankenweide nordwestlich der restlichen Stadtgemarkung, zu der unter anderem das obere Wellbachtal gehört; durch die Exklave ist sie die am weitesten westlich liegende Ortsgemeinde innerhalb des Landkreises Südliche Weinstraße.
Nachbargemeinden sind im Uhrzeigersinn – einschließlich Exklaven – Eußerthal, Albersweiler, Birkweiler, Ranschbach, Leinsweiler, Ilbesheim bei Landau in der Pfalz, Waldrohrbach, Wernersberg und Rinnthal. Die Waldexklave grenzt im Uhrzeigersinn an Landau in der Pfalz, Albersweiler, Siebeldingen, Birkweiler, Rinnthal, Wilgartswiesen, Merzalben und Wilgartswiesen.

### Stadtgliederung
Zu Annweiler gehören die Ortsbezirke Bindersbach im Süden, Sarnstall im Westen, Gräfenhausen im Nordosten und Queichhambach im Osten. Zur Kernstadt gehören die Einzelsiedlungen Forsthaus Annweiler, Burghotel auf den Schloßäckern, Haus Vieregg, Papierfabrik Pörringer, Steinbruch und Turnerheim. Teil des Ortsbezirks Gräfenhausen sind die Wohnplätze Rothenhof, Am Adelberg, In der Lehmgrube, Mettenbacherhof, Waldeck und Am Rothenhof. Zu Queichhambach gehören die Siedlungen Am Bahnhof Albersweiler, Gut Hohenberg, Haus Hoecker und Neumühle.

### Erhebungen

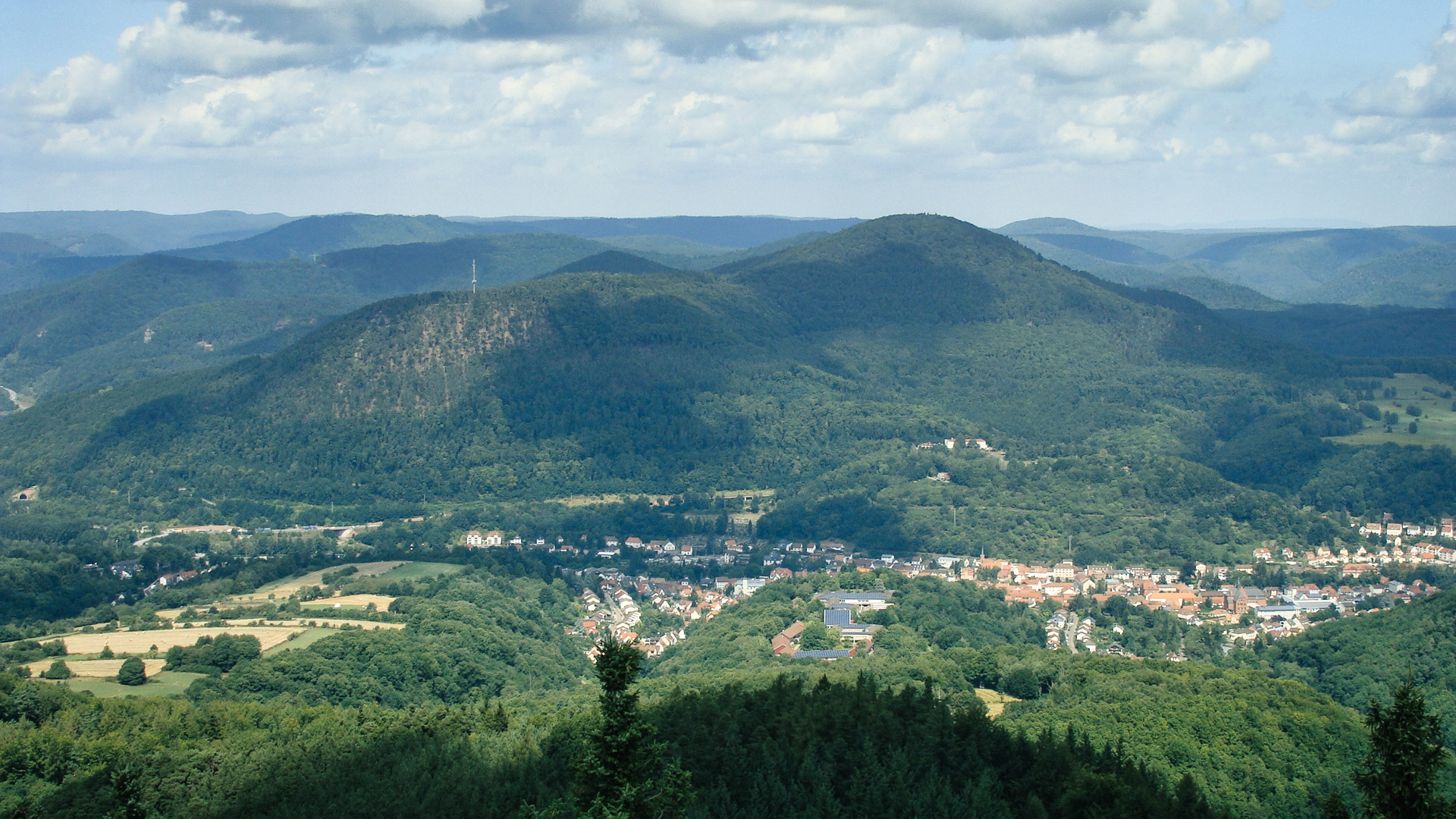
Großer Adelsberg mit Annweiler im Vordergrund

Südlich der Stadt liegt der 497,1 m hohe Sonnenberg. Unmittelbar nördlich der Kernstadt erheben sich der Große (567,4 m) sowie der Kleine Adelsberg und nordwestlich von Gräfenhausen die Ostflanke des 529,7 m hohen Kehrenkopfes. Die Nordflanke des Rehbergs ist Teil des Stadtgebiets, auf der sich der Stadtteil Bindersbach erstreckt.
Zum südwestlichen Stadtgebiet gehören die Nordostflanke des 462,1 m hohen Ebersbergs und die Ostseite des 462,4 m hohen Rothenbergs. Im Osten der Gemarkung befindet sich der 551,9 m hohe Hohenberg. In der Waldexklave in der Frankenweide liegen der Almersberg (564,1 m), der Eiterberg, der Große Fischberg, der Zwieselkopf (396,6 m) und die Ostflanke des Weißenbergs (609,9 m).

### Gewässer

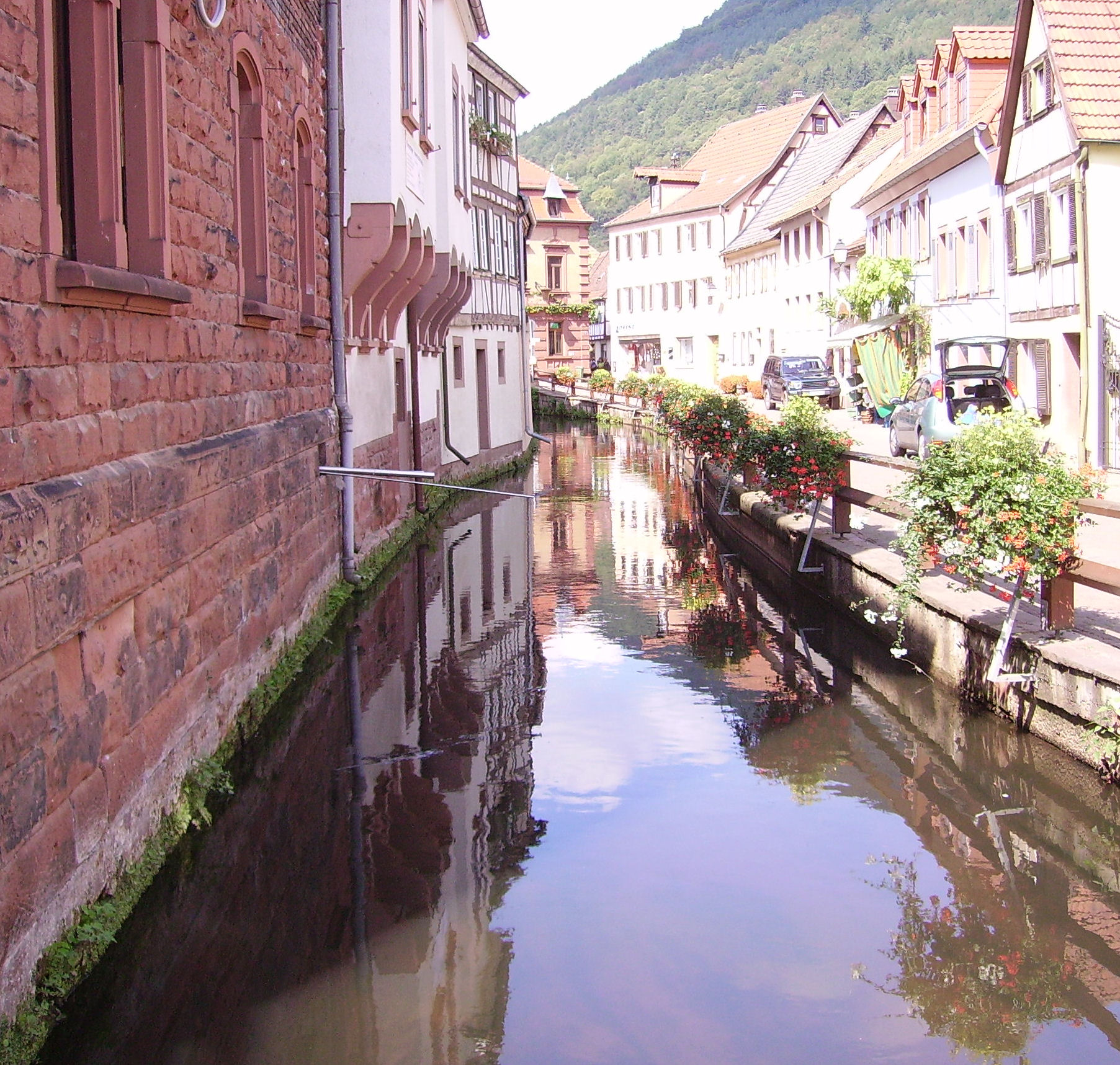
Die Queich, innerhalb der Annweilerer Kernstadt.

Die Stadt wird von West nach Ost von der Queich durchflossen, einem linken Nebenfluss des Rheins, in den im Stadtgebiet mehrere Nebenbäche münden, darunter der Rimbach, der Ebersbach, der Klingelbach, der Bindersbach und der Trifelsbach, alle von rechts. Komplett auf Gemarkung der Stadt befinden sich der Hahnenbach und der anderthalb Kilometer lange Eisbach, der durch Zusammenfluss von Dernbach und Eußerbach entsteht, beides sind linke Zuflüsse. Der Hahnenbach nimmt vor seiner Mündung von rechts nacheinander den Ortsgraben, den Oberen sowie den Unteren Hasenbach auf.
Durch die Gemarkung der Waldexklave verläuft in Nord-Süd-Richtung der Wellbach mit mehreren Nebenbächen wie dem Eiderbach, dem Kleinen Fischbach und dem Kaltenbach.

### Geologie
Geologisch dominieren vor Ort die Annweilerer- und die Rehberg-Schichten, die jeweils aus feinkörnigen Sandsteinen bestehen.

### Klima
Der Jahresniederschlag beträgt 910 mm.

## Geschichte

### Mittelalter

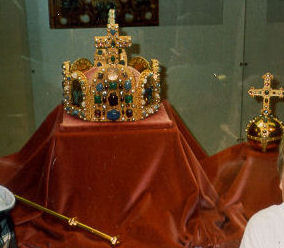
Repliken der Reichskleinodien auf der Burg Trifels

Die erste gesicherte Nennung Annweilers geht auf das Jahr 1176 zurück. Eine angebliche frühere Nennung aus dem Jahre 1086 stellte sich als Fälschung des in Hinterweidenthal ansässigen Oberförsters des Speyerer Hochstifts Johann Wilhelm Hannitz, aus dem 18. Jahrhundert heraus. Die Gründung erfolgte, wie bei anderen Siedlungen mit der Endung -weiler, wohl im 7. oder im 8. Jahrhundert. Benannt wurde Annweiler vermutlich nach einem Franken namens Anno oder Arno.
In den Jahren 1125 bis 1298 wurden die Reichskleinodien, darunter die Reichskrone, auf der Reichsburg Trifels aufbewahrt. 1193, möglicherweise bis 1194, war der englische König Richard Löwenherz Gefangener auf dem Trifels.
Am 14. September 1219 verlieh König Friedrich II. Annweiler die Stadtrechte.

### Neuzeit
Im 18. Jahrhundert war Annweiler die kleinste aller Reichsstädte. Bis Ende des 18. Jahrhunderts gehörte die Stadt zu Pfalz-Zweibrücken. Von 1798 bis 1814, als die Pfalz Teil der Französischen Republik (bis 1804) und anschließend Teil des Napoleonischen Kaiserreichs war, war Annweiler Sitz des gleichnamigen Kantons, dem 30 weitere Gemeinden angehörten, sowie der gleichnamigen Mairie, die zusätzlich Bindersbach, Gräfenhausen, Queichhambach und Wernersberg umfasste. 1815 hatte die Stadt 1758 Einwohner. Im selben Jahr wurde der Ort Österreich zugeschlagen und wechselte 1816 in das Königreich Bayern. Von 1818 bis 1862 war die Stadt Bestandteil des Landkommissariats Bergzabern, das anschließend in ein Bezirksamt umgewandelt wurde.
1939 wurde die Stadt in den Landkreis Bergzabern eingegliedert. Nach dem Zweiten Weltkrieg wurde sie innerhalb der französischen Besatzungszone Teil des damals neu gebildeten Landes Rheinland-Pfalz. Am 3. März 1949 erhielt Annweiler die Zusatzbezeichnung „am Trifels“. Am 1. Oktober 1956 wurde Bindersbach als Ortsteil eingemeindet. Im Zuge der ersten rheinland-pfälzischen Verwaltungsreform wechselte Annweiler am 7. Juni 1969 in den neu geschaffenen Landkreis Landau-Bad Bergzabern, der 1978 in Landkreis Südliche Weinstraße umbenannt wurde. Der Nachbarort Queichhambach wurde am 22. April 1972 eingemeindet. Im selben Jahr wurde die Stadt Sitz der neu geschaffenen gleichnamigen Verbandsgemeinde. Am 10. Juni 1979 folgte die Eingemeindung Gräfenhausens, womit das Stadtgebiet seine heutige Ausdehnung erreichte.
2017 vergab die Landesregierung von Rheinland-Pfalz den 35. Rheinland-Pfalz-Tag vom 28. bis zum 30. Juni 2019 an die Stadt Annweiler, die im selben Jahr 800 Jahre Stadtrechte feierte.
Am 16. und 23. März 2024 fanden vor Ort jeweils Demonstration gegen Rechtsextremismus statt; die Teilnehmerzahl betrug beide Male rund 500.

### Einwohnerentwicklung
| Annweiler am Trifels: Einwohnerzahlen von 2012 bis 2024 | Annweiler am Trifels: Einwohnerzahlen von 2012 bis 2024 | Annweiler am Trifels: Einwohnerzahlen von 2012 bis 2024 | Annweiler am Trifels: Einwohnerzahlen von 2012 bis 2024 | Annweiler am Trifels: Einwohnerzahlen von 2012 bis 2024 |
| ------------------------------------------------------- | ------------------------------------------------------- | ------------------------------------------------------- | ------------------------------------------------------- | ------------------------------------------------------- |
| Jahr                                                    |                                                         |                                                         |                                                         | Einwohner                                               |
| 2012                                                    | 2012                                                    |                                                         | 6.926                                                   | 6.926                                                   |
| 2015                                                    | 2015                                                    |                                                         | 7.083                                                   | 7.083                                                   |
| 2020                                                    | 2020                                                    |                                                         | 7.085                                                   | 7.085                                                   |
| 2024                                                    | 2024                                                    |                                                         | 7.160                                                   | 7.160                                                   |
| Quelle(n): statistik.rlp.de                             |                                                         |                                                         |                                                         |                                                         |

## Religion

### Konfessionsstatistik
Mit Stand 30. Juni 2005 waren von den Einwohnern 42,0 % evangelisch, 37,5 % römisch-katholisch, und 20,5 % waren konfessionslos oder gehörten einer anderen Glaubensgemeinschaft an. Der Anteil der Katholiken und Protestanten an der Gesamtbevölkerung ist seitdem gesunken. Ende November 2024 hatten 29,5 % der Einwohner die katholische Konfession und 27,8 % die evangelische. 42,7 % gehörten entweder einer anderen Glaubensgemeinschaft an oder waren konfessionslos.

### Christentum
Auf der Burg Trifels existierte einst die sogenannte Königskapelle. Während des 17. Jahrhunderts gab es in der Stadt außerdem eine französische Kirche.

#### Evangelische Kirche

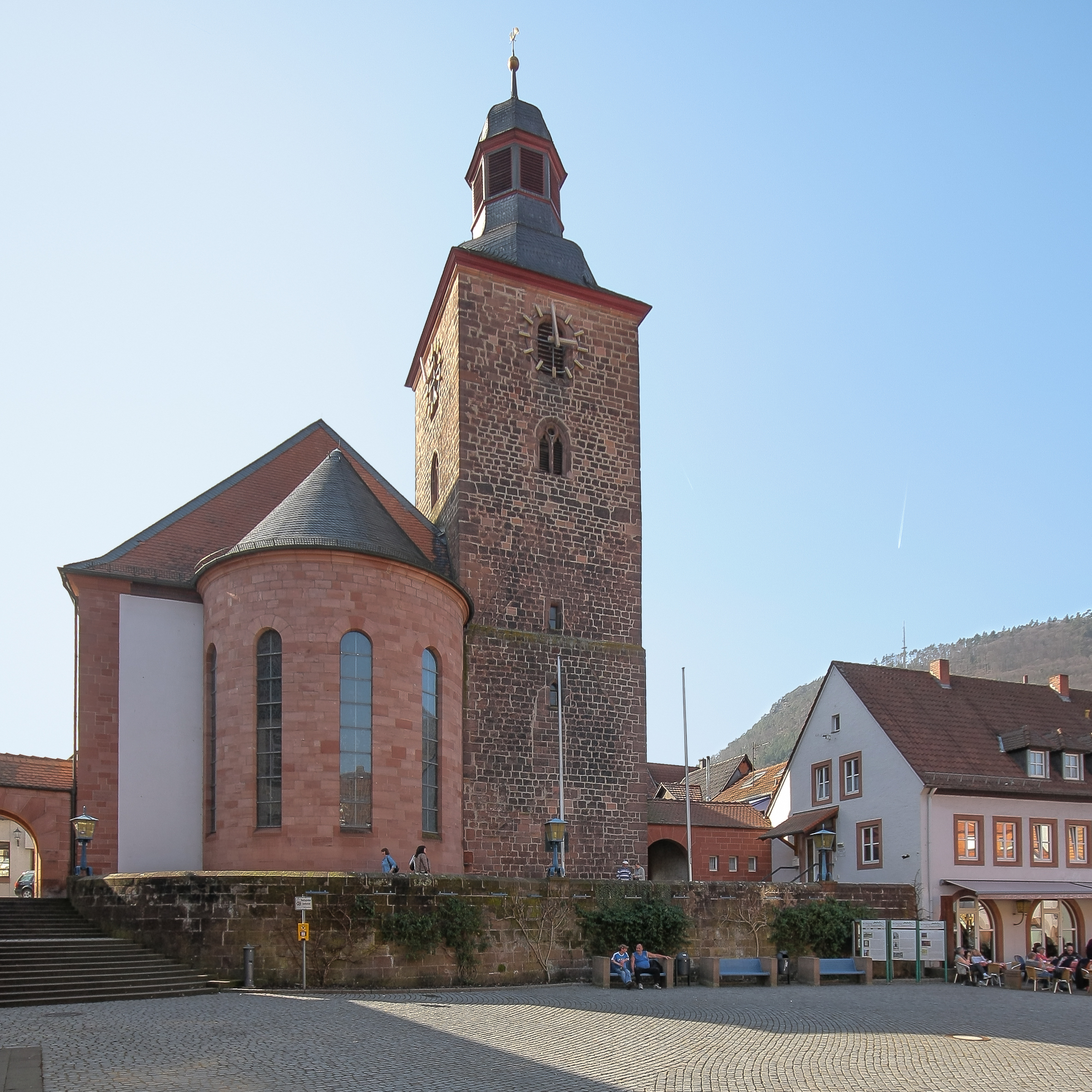
Die Stadtkirche im Jahre 2012

In den Jahren 1151 bis 1153 errichtete man eine romanische Kirche mit Vierungsturm. Zu Beginn des 14. Jahrhunderts wurde das Bauwerk um einen Chor und einen markanten Ostturm erweitert. Aufgrund von Baufälligkeit wurde die alte Kirche durch eine spätgotische Halle ersetzt. 1785 musste die Kirche ebenfalls wegen Baufälligkeit geschlossen werden. 1789 wurde die barocke Stadtkirche des Architekten Friedrich Gerhard Wahl fertiggestellt. Nach Zerstörung bei einem britischen Luftangriff im Dezember 1944 wurde die Kirche 1950 bis 1952 in modernem Stil wiederaufgebaut.
Die protestantische Kirchengemeinde in Annweiler gehört zur Kooperationszone Nordwest im Kirchenbezirk Landau der Evangelischen Kirche der Pfalz (Protestantische Landeskirche). An der Stadtkirche wirkte von 1932 bis 1945 der Pfarrer und Historiker Georg Biundo (1892–1988).

#### Römisch-katholische Kirche

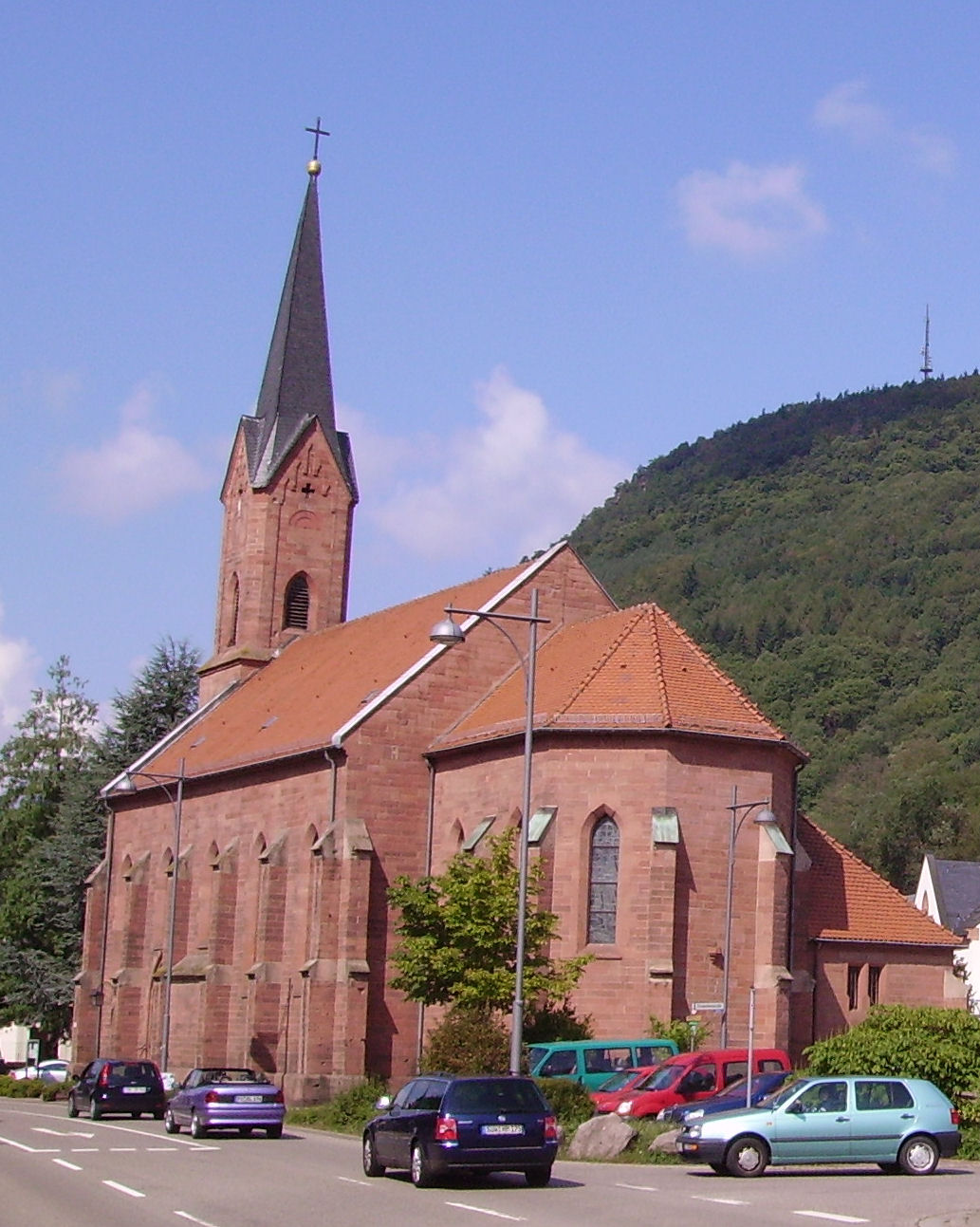
Die Kirche St. Joseph im Jahr 2006

Ursprünglich war die römisch-katholische Gemeinde in der Stadtkirche beheimatet. Ab dem 17. Jahrhundert wurde die Kirche bis zum Neubau der St.-Joseph-Kirche als Simultankirche genutzt. Der Bau der neuen Kirche in den Jahren 1866 bis 1868 wurde vom Architekten Joseph Köhler aus Pirmasens geplant.
Die jetzige Pfarrei der Hl. Elisabeth in Annweiler gehört zum Dekanat Landau im Bistum Speyer.

### Judentum

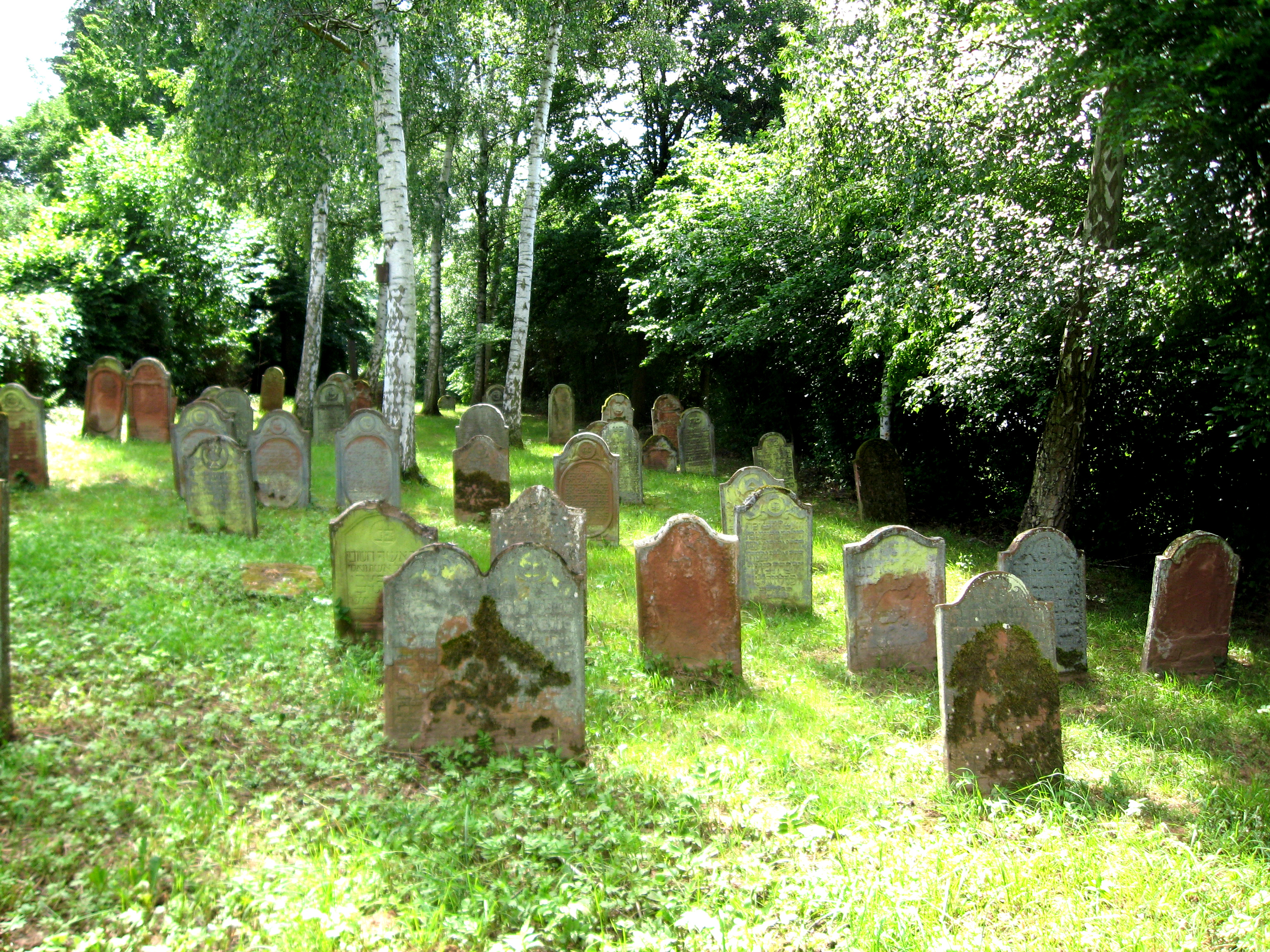
Der jüdische Friedhof im Jahr 2018

Seit dem 16. Jahrhundert befindet sich vor Ort ein jüdischer Friedhof. Er misst eine Grundfläche von 2.380 m² mit 527 Grabsteinen und steht unter Denkmalschutz. 1937 fand hier die letzte Beisetzung statt.
Die in Annweiler lebenden Juden gehörten zur jüdischen Gemeinde Albersweiler. Seit 2015 liegen in der Stadt mehrere Stolpersteine, die an jene jüdischen Einwohner vor Ort erinnern, die Opfer des Holocaust wurden.

## Politik

### Stadtrat

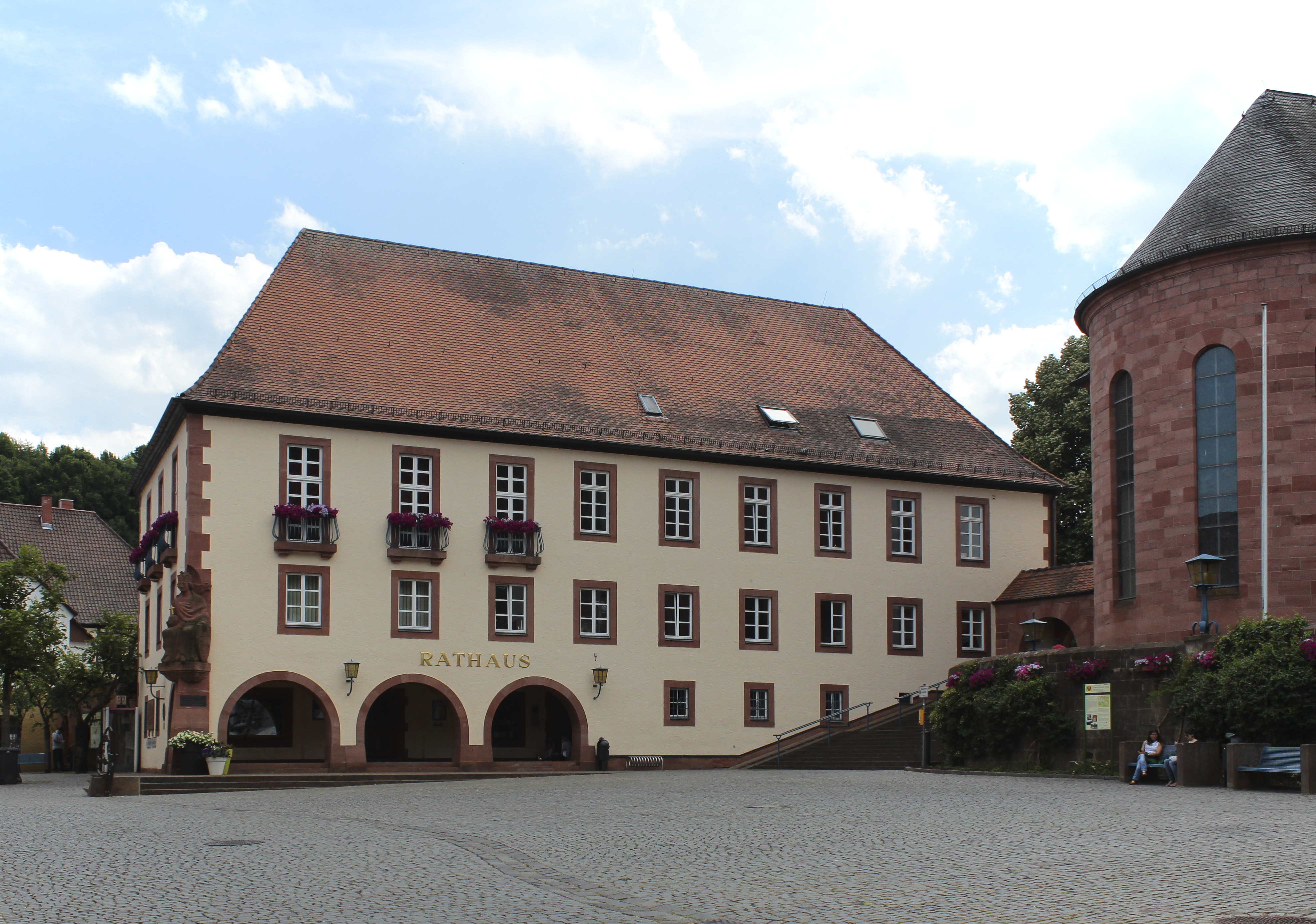
Altes Rathaus

Der Stadtrat in Annweiler besteht aus 22 Ratsmitgliedern, die bei der Kommunalwahl am 9. Juni 2024 in einer personalisierten Verhältniswahl gewählt wurden, und der ehrenamtlichen Stadtbürgermeisterin als Vorsitzender.
Die Sitzverteilung im Stadtrat:
| Wahl | SPD | CDU | Grüne | AfD | FDP | FWG | Gesamt   |
| ---- | --- | --- | ----- | --- | --- | --- | -------- |
| 2024 | 4   | 6   | 3     | 3   | 2   | 4   | 22 Sitze |
| 2019 | 5   | 4   | 4     | 1   | 3   | 5   | 22 Sitze |
| 2014 | 7   | 6   | 3     | –   | 2   | 4   | 22 Sitze |
| 2009 | 9   | 7   | 2     | –   | 2   | 2   | 22 Sitze |
| 2004 | 9   | 7   | 2     | –   | 2   | 2   | 22 Sitze |

- FWG = Freie Wählergruppe der Stadt Annweiler e. V.

### Bürgermeister
Carmen Winter (CDU) wurde am 2. Juli 2024 Stadtbürgermeisterin von Annweiler. Bei der Direktwahl am 9. Juni 2024 war die bisherige dritte Beigeordnete der Stadt als einzige Kandidatin mit einem Stimmenanteil von 58,9 % gewählt worden. Die Wahlbeteiligung lag bei 61,2 %.
Winters Vorgänger Benjamin Seyfried (* 1983, parteilos) hatte das Amt am 14. August 2019 übernommen und trat aus gesundheitlichen Gründen 2024 nicht erneut an. Bei der Direktwahl am 26. Mai 2019 war er mit einem Stimmenanteil von 55,04 % für fünf Jahre gewählt worden. Sein Vorgänger war Thomas Wollenweber von der SPD, der 15 Jahre lang das Amt bekleidet und nicht mehr kandidiert hatte.

### Wappen
| | Blasonierung: „Von Gold und Schwarz gespalten, links eine wachsende rote Burg in Gestalt des Trifels mit schwarzen Fenstern, rechts eine blaugedeckte goldene Kirche in romanischen Formen mit blauen Fenstern und goldenen Turmkreuzen.“ |
| Es wurde 1950 vom Mainzer Innenministerium genehmigt und geht auf das große Stadtsiegel aus dem Jahr 1230 zurück. | |

### Städtepartnerschaften
Seit 1983 besteht eine Partnerschaft zwischen dem Stadtteil Queichhambach und Hartzviller im Département Moselle (Region Grand Est).
Eine Städtepartnerschaft von Annweiler mit der französischen Stadt Ambert im Département Puy-de-Dôme (Region Auvergne-Rhône-Alpes) wurde 1988 geschlossen, mit Gorgonzola in der italienischen Region Lombardei 2008.
Seit Ende der 1980er Jahre besteht eine Partnerschaft zwischen der Freiwilligen Feuerwehr Annweiler und den Sapeurs-Pompiers Jargeau im Département Loiret.

## Kultur

### Kulturdenkmäler

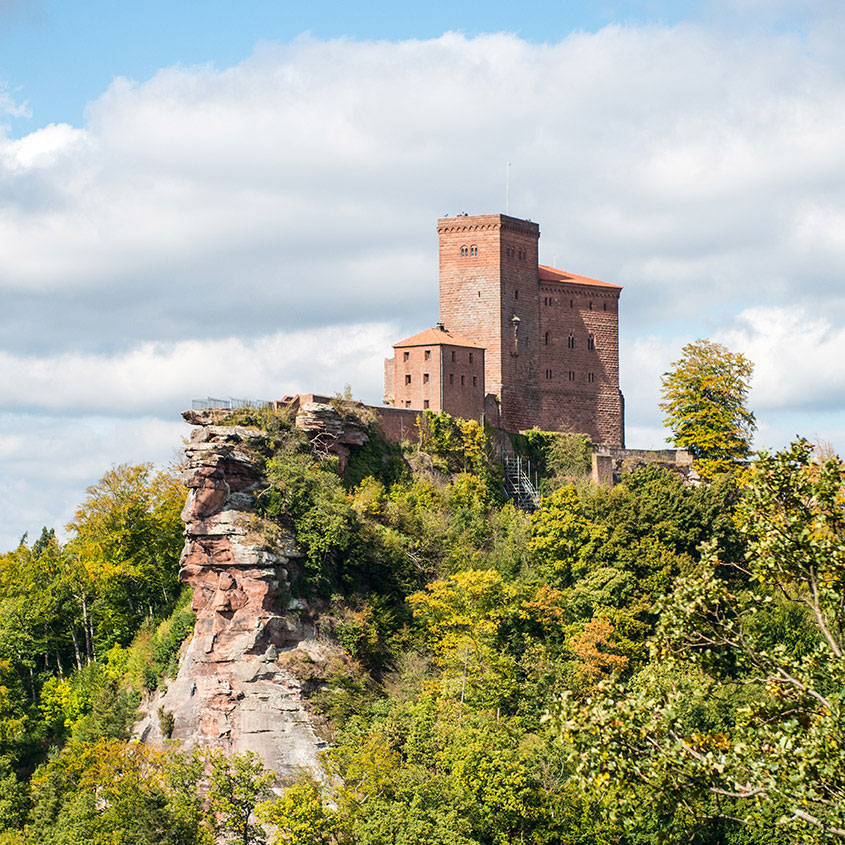
Reichsburg Trifels
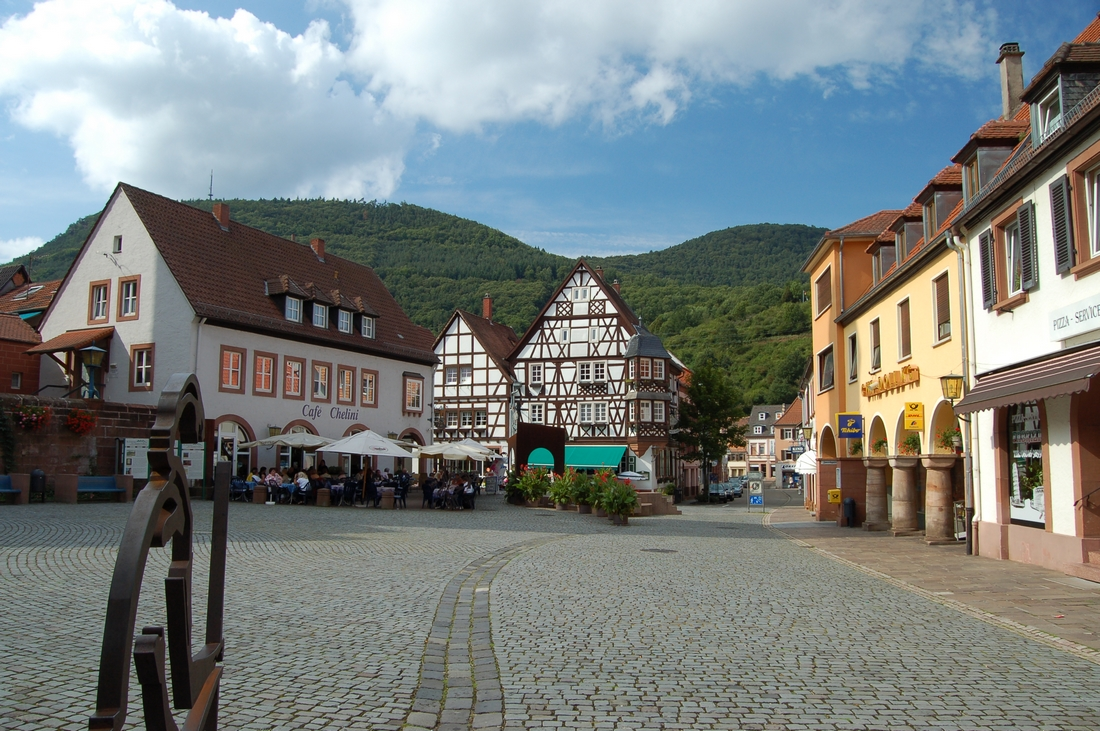
Marktplatz
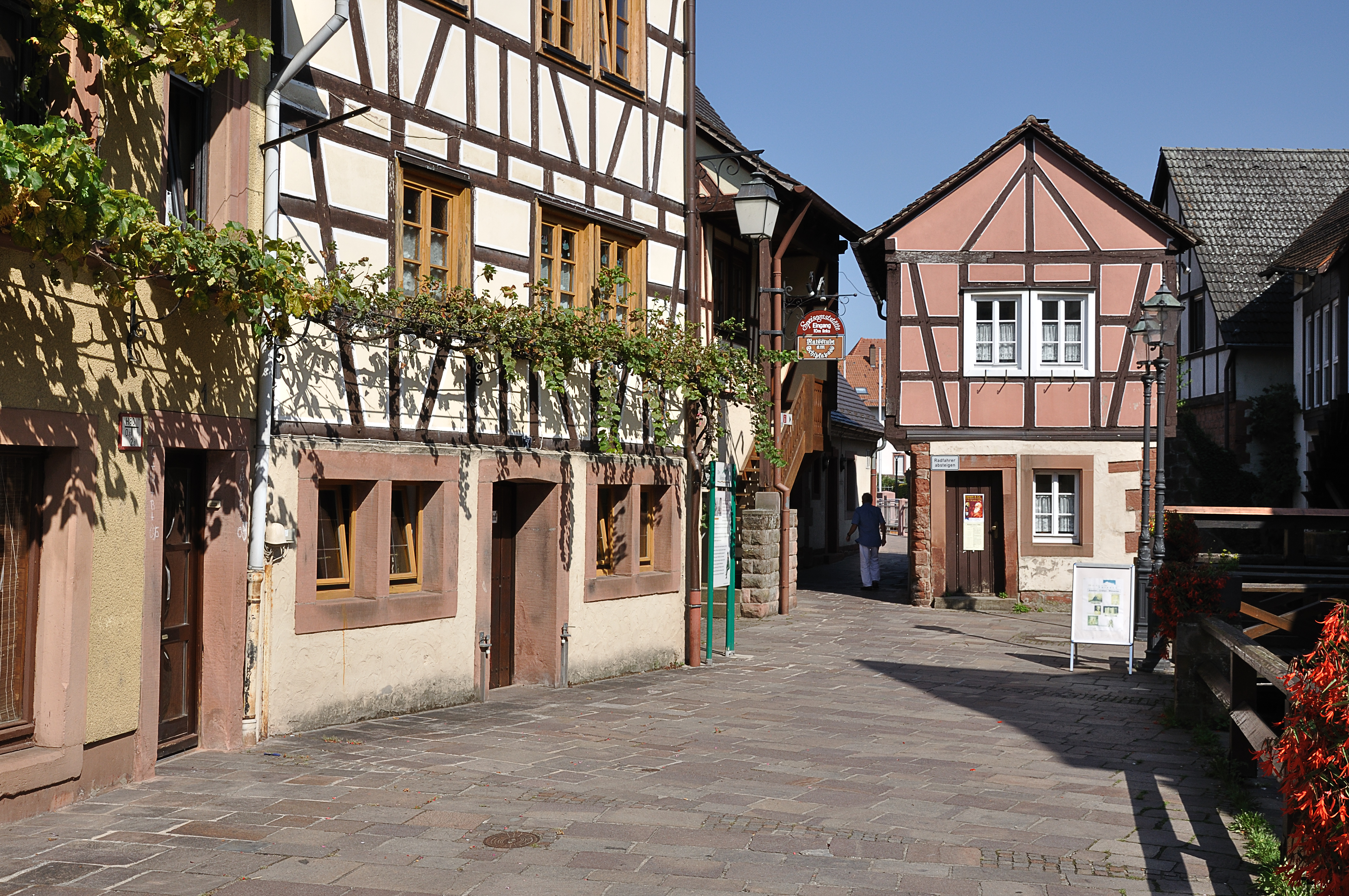
Durchlass Schipkapass
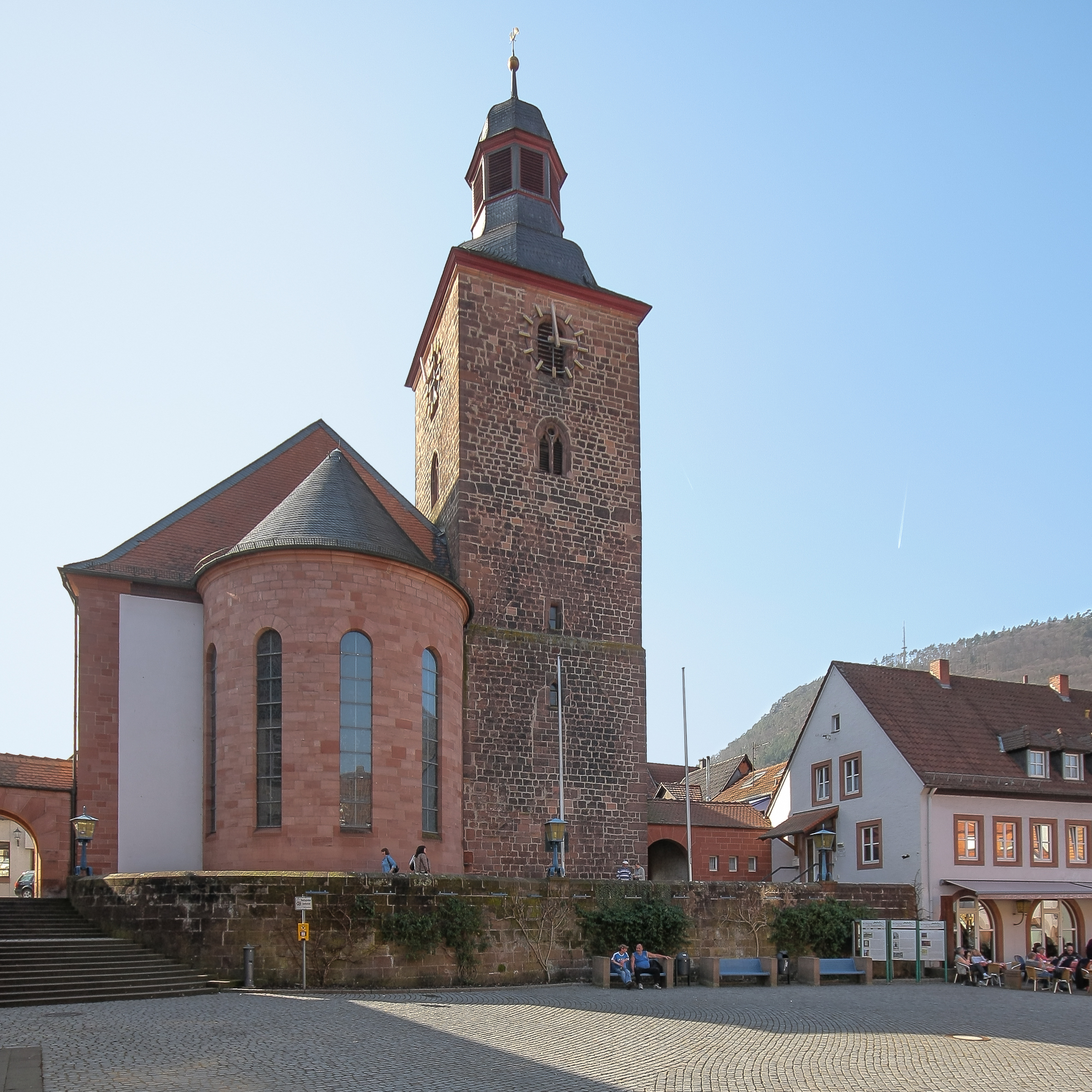
Protestantische Stadtkirche
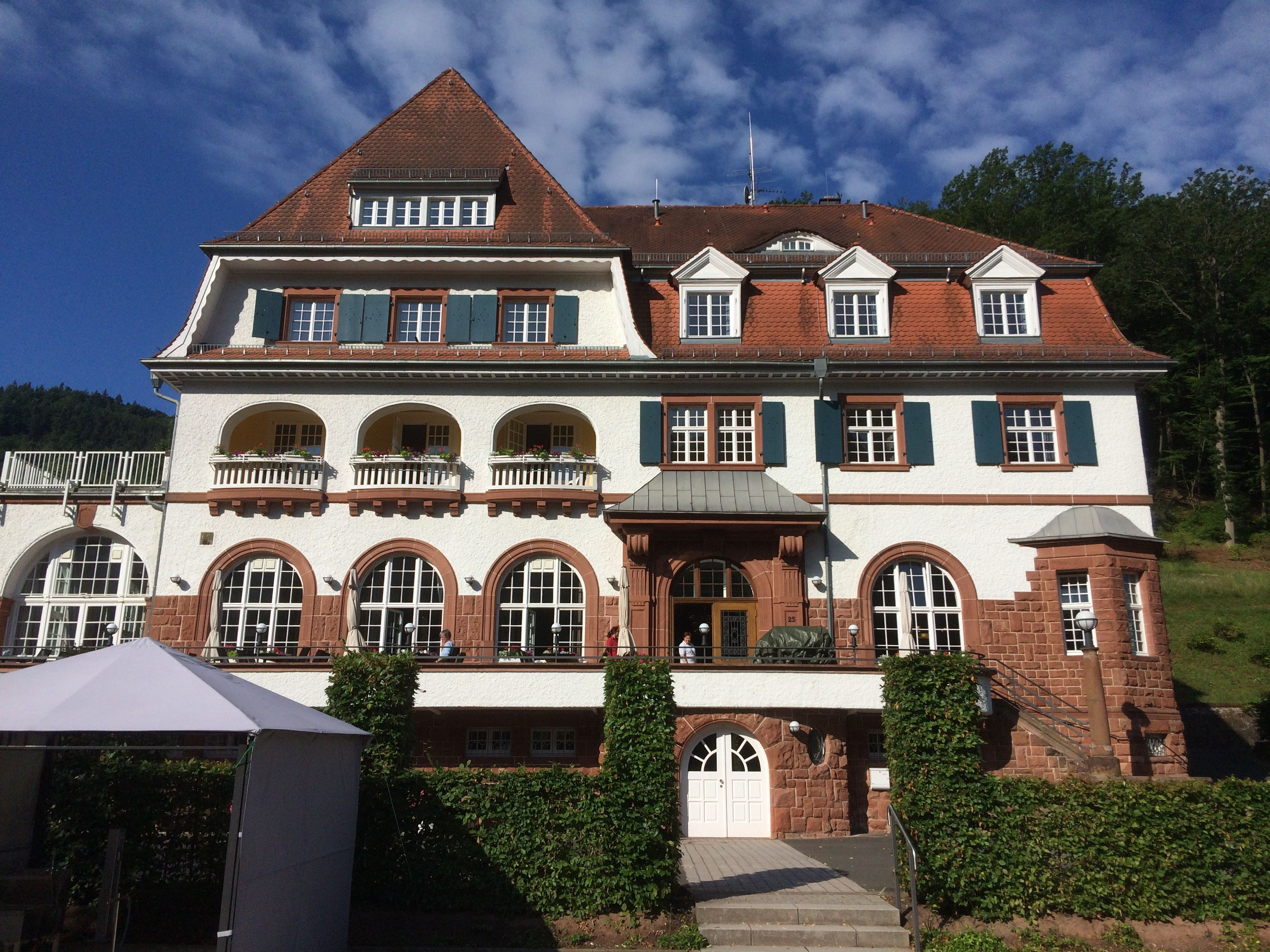
Kurhaus Trifels (Bindersbach)

Als Denkmalzonen ausgewiesen sind
- die über der Stadt liegende Reichsburg Trifels, die teilrestauriert ist, bewirtschaftet wird und ein Museum beinhaltet
- die historische Altstadt mit Stadtmühle und Gerberviertel samt dem „Schipkapass“ genannten Durchlass
- der jüdische Friedhof
- die Pirmasenser Straße im Stadtteil Sarnstall

Hinzu kommen mehrere Dutzend Einzelobjekte, die denkmalgeschützt sind. Unter ihnen befinden sich
- das Museum unterm Trifels, das in drei Fachwerkhäusern untergebracht ist und die Geschichte der Stadt sowie der Burg behandelt
- im Stadtzentrum die protestantische Stadtkirche als Wahrzeichen der ehemaligen Reichsstadt
- das Kurhaus Trifels im Stadtteil Bindersbach

### Brunnen
Der Ostpreußenbrunnen erinnert als Denkmal an das Schicksal der Heimatvertriebenen. Darüber hinaus existiert der sogenannte Rathausbrunnen.

### Natur und Parkanlagen

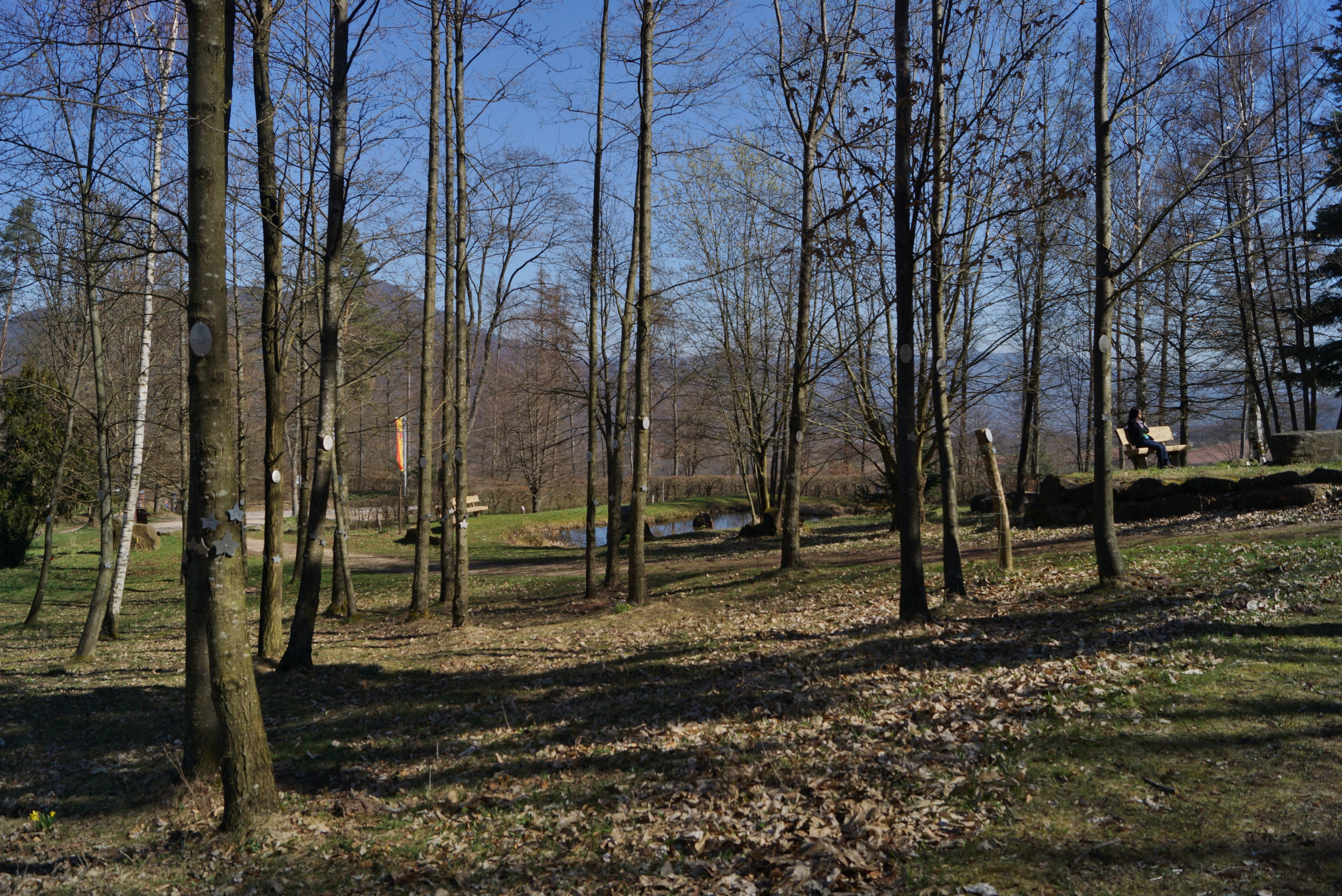
Naturbegräbnisstätte und Biotop Trifelsruhe

Die Stadt lag im Naturpark Pfälzerwald, dessen Gebiet mittlerweile zum Biosphärenreservat Pfälzerwald-Vosges du Nord gehört. Mit dem Asselstein und dem Park des Kurhauses Trifels befinden sich vor Ort zwei Naturdenkmale.
Der Erholung dienen der Kurpark und der Ambertpark. Südlich außerhalb des Orts befindet sich die Naturbegräbnisstätte Trifelsruhe, die über die Straße zum Rehberg erreichbar ist. Das Naturschutzgebiet Haardtrand – Auf dem Kirchberg liegt teilweise auf Gemarkung der Stadt. Der äußerste Osten der Gemarkung ist Teil des Vogelschutzgebiet Haardtrand.

### Rittersteine
Auf Gemarkung der Stadt liegen zudem mehrere Rittersteine: Der Ritterstein 47 Grimmeisenpfad erinnert an den in Annweiler geborenen Albert Grimmeisen, der 1908 bei einer Klettertour tödlich verunglückte. 51 Am Zwiesel liegt innerhalb der Exklave in der Frankenweide am städtischen Wertholzlagerplatz. 221 Am Windhof weist auf die Wüstung eines Hofes hin. 228 Holderquelle bezeichnet die Quelle, die zu Ehren von Heinrich Holder benannt wurde, der zusammen mit Grimmeisen 1908 verunglückte.

### Veranstaltungen

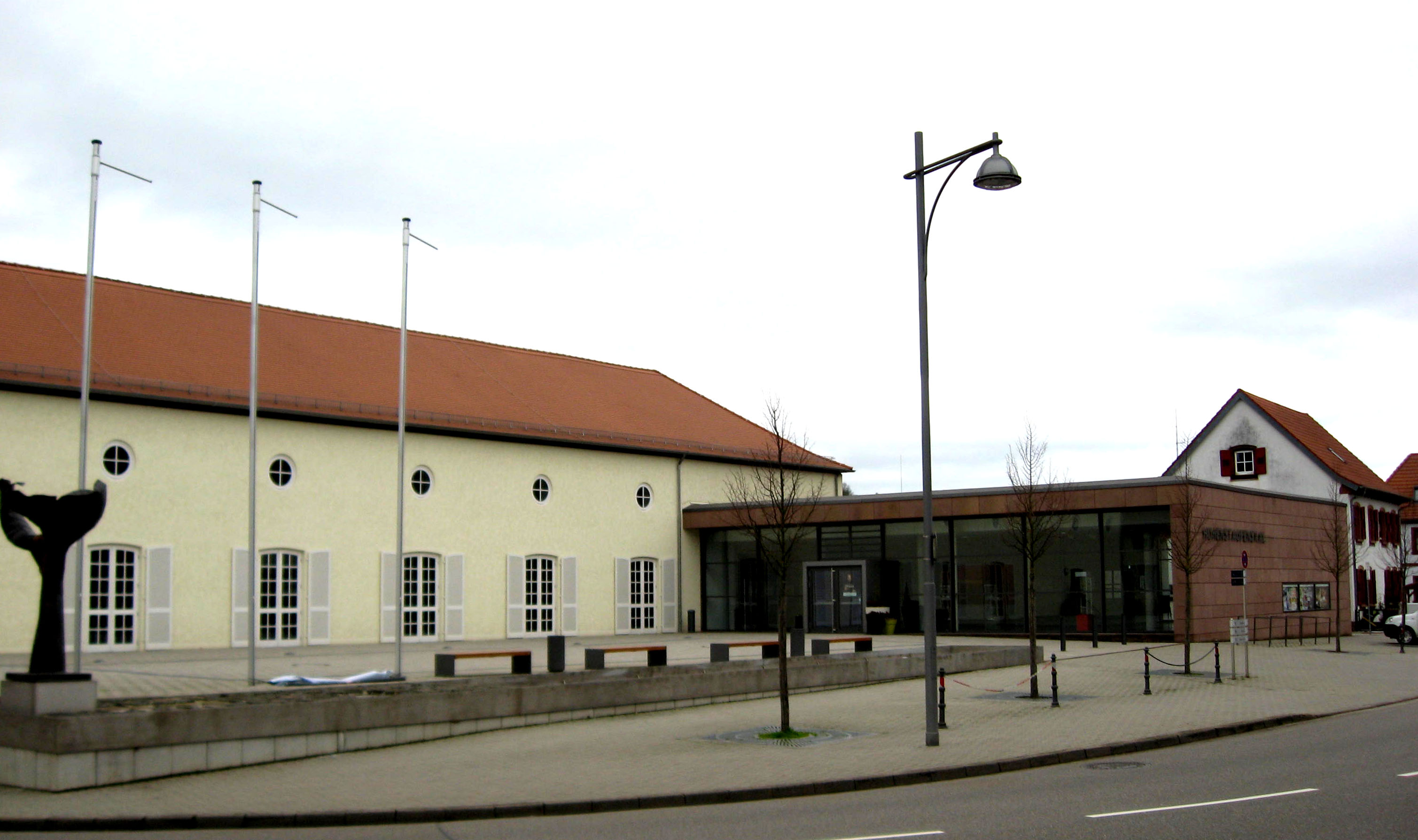
Hohenstaufensaal

Im Jahr 2005 wurde im historischen Stadtkern zum ersten Mal das Richard-Löwenherz-Fest veranstaltet. Dieser Mittelaltermarkt, ein „mittelalterliches Spektakulum mit Rittern, Gauklern, Edel- und Spielleuten“, hat sich mit weit über 10.000 Besuchern auf Anhieb zur größten Veranstaltung der Stadt entwickelt.
Zu weiteren regelmäßigen Veranstaltungen der Stadt Annweiler gehören der Kultursommer, der Konzerte auf dem Rathausplatz und in der Parkanlage der Stadt bietet, das Keschdefescht rund um die Esskastanie im Oktober eines jeden Jahres sowie Märkte wie der alljährliche Kunsthandwerker- oder Weihnachtsmarkt.
Im Kaisersaal der Burg Trifels werden als Konzertveranstaltungen die Trifels-Serenaden angeboten.
Vom 27. bis 29. September 2023 fand vor Ort die transnationale Tagung Burgen am Oberrhein: Einheit oder Vielfalt? statt. Bei der Deutschland Tour 2024 war die Stadt Startpunkt der vierten Etappe, die am 25. August ausgetragen wurde und bis nach Saarbrücken führte.

### Kunstpreis
Seit 2008 vergibt die Stadt jährlich einen Kunstpreis der Stadt Annweiler. Der Preis besteht aus einem Preisgeld und dem Ankauf eines repräsentativen Werks des Kunstpreisträgers. Die Preisträger werden aus den Teilnehmern der im selben Jahr – seit 2003 jährlich – stattfindenden Kunstmeile des Vereins Kunst und Kultur Annweiler e. V. von einer Fachjury ausgewählt. Die Jury vergibt regelmäßig auch einen Jury-Preis.

## Wirtschaft und Infrastruktur

### Wirtschaft

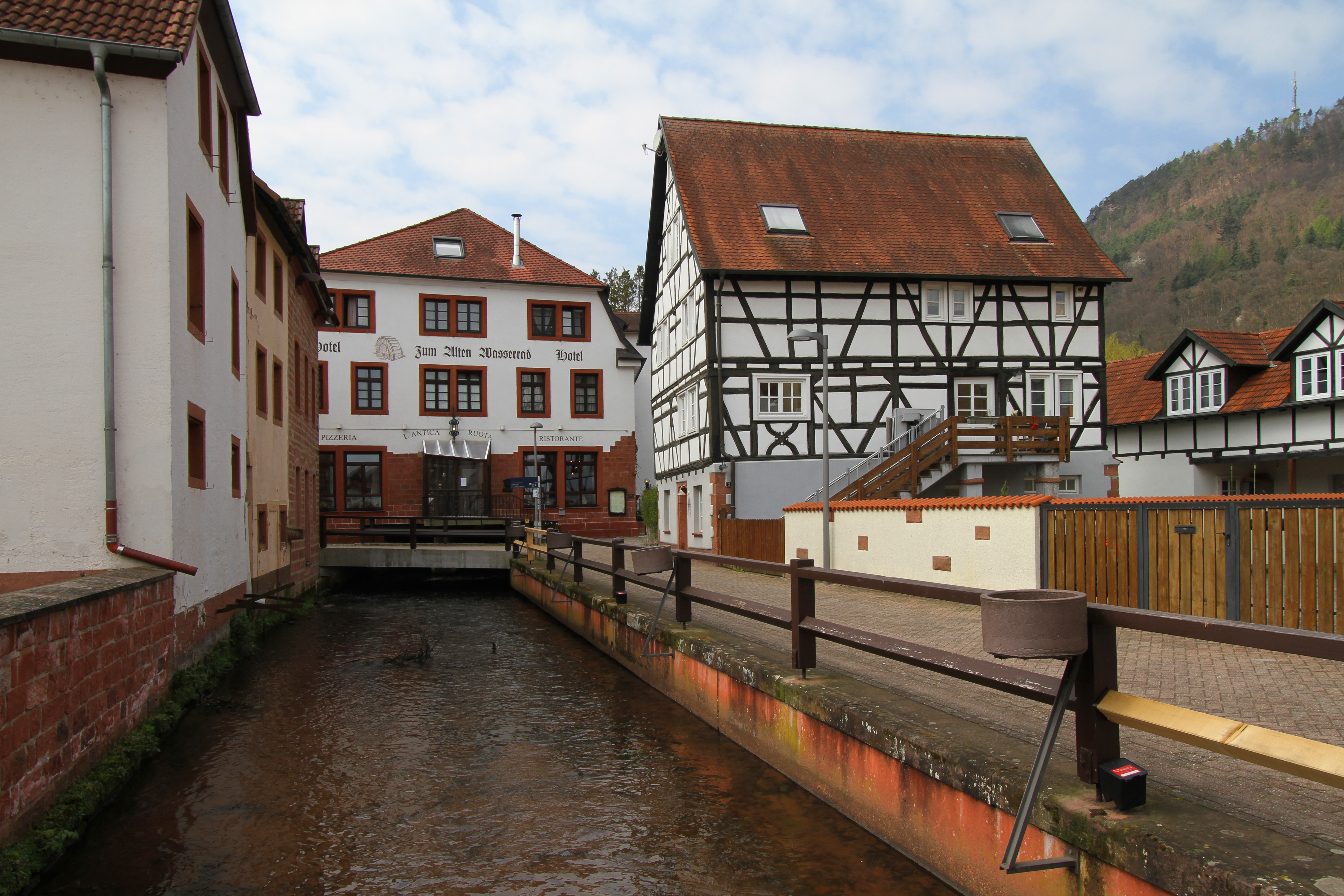
Gerbergasse

#### Historisch
Im 16. und 17. Jahrhundert prägten Gerber die Wirtschaft der Stadt. Jahrhundertelang befand sich in der Altstadt eine Wassermühle, die als Stadtmühle fungierte. Zudem war Annweiler Sitz des von Jean Firges (1934–2014) gegründeten Sonnenberg Verlags, der mit seinem Schwerpunkt bei der Literatur Französisch schreibender Autoren inzwischen in Landshut beheimatet ist. Während des Dritten Reichs war die Stadt Sitz der Tageszeitung Pfälzer Anzeiger. Darüber hinaus existierten vor Ort einst die ASTA-Emaille-Fabrik und die Thal- und Brüstle-Brauerei.

#### Gegenwart

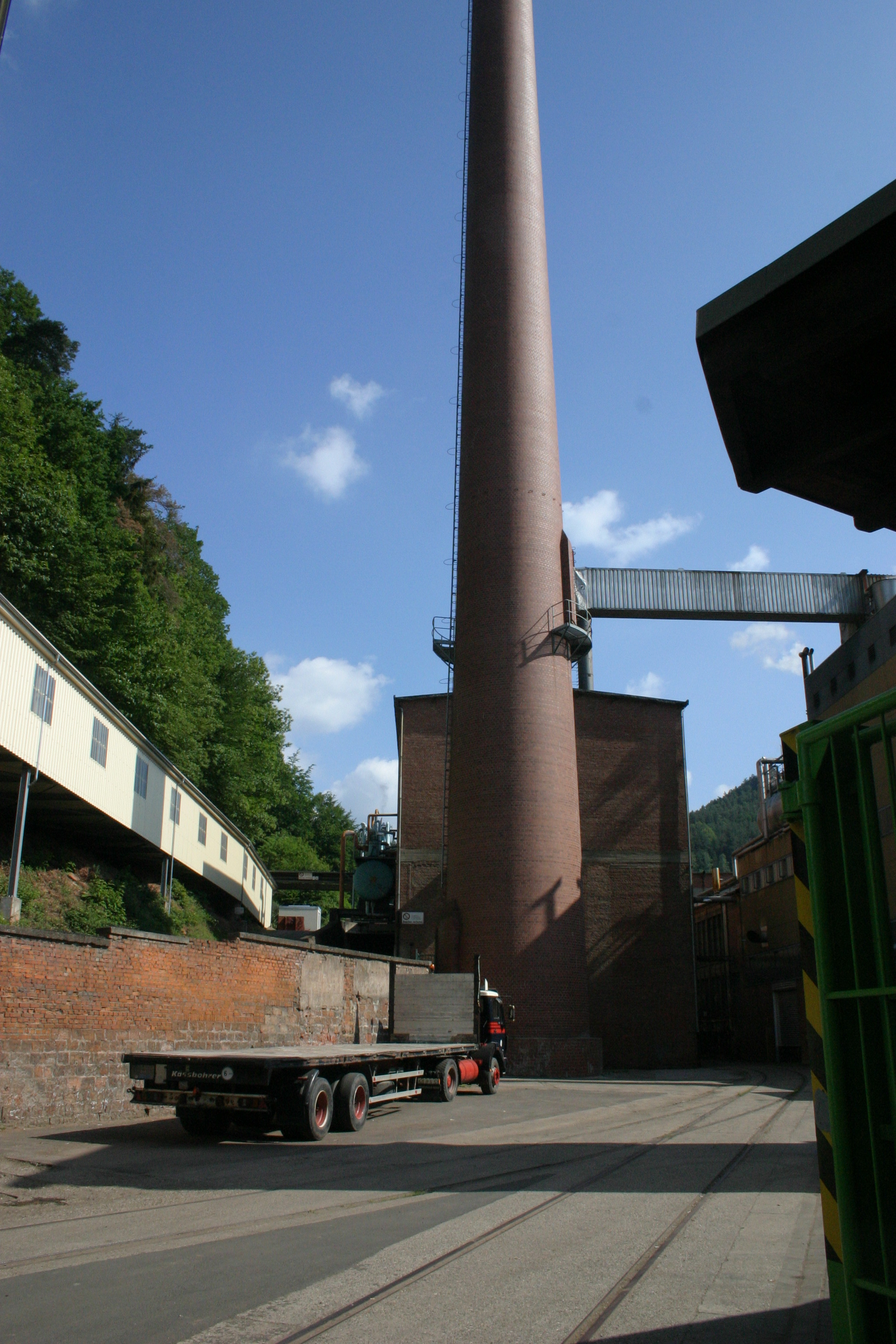
Kartonfabrik Buchmann

Größter Arbeitgeber in Annweiler ist die Kartonfabrik Buchmann. Sie produziert – überwiegend aus Recyclingpapier – Faltschachtelkarton als Ausgangsmaterial für Verpackungen vor allem der Konsumgüterindustrie. Die Firma Stabila stellt Präzisionsmessgeräte her. Außerdem gibt es Zulieferbetriebe der Automobilindustrie. Seit 1879 existiert der Trifels Kurier; ursprünglich Wochen- und zeitweise Tageszeitung, wurde er nach dem Zweiten Weltkrieg in ein Anzeigenblatt umgewandelt. Zudem ist die Stadt Standort des UKW-Hörfunksenders SWR4 Rheinland-Pfalz (Radio Ludwigshafen).
Der Weinbau ist größtenteils zum Erliegen gekommen, es existiert inzwischen lediglich im Nordosten die Lage Königsgarten. Einziges Recyclingunternehmen im Ort ist die Metall Service Pedack GmbH, welche auf das Recycling von Metallen spezialisiert ist. Seit 1976 befindet sich in der Stadt das Industriekraftwerk Annweiler, das seine Energie aus fossilen Brennstoffen bezieht. Die Stadt gehört zum Geschäftsgebiet der Sparkasse Südpfalz und der VR Bank Südliche Weinstraße-Wasgau.

#### Forstwirtschaft
Aufgrund der geographischen Gegebenheiten war Annweiler stark durch die Forstwirtschaft geprägt. Innerhalb der Exklave in der Frankenweide, die die Stadt 1304 von Albrecht von Habsburg geschenkt bekam, befindet sich das Forsthaus Annweiler. Zudem ist die Stadt Sitz eines Forstamtes.

### Verkehr
Schiene

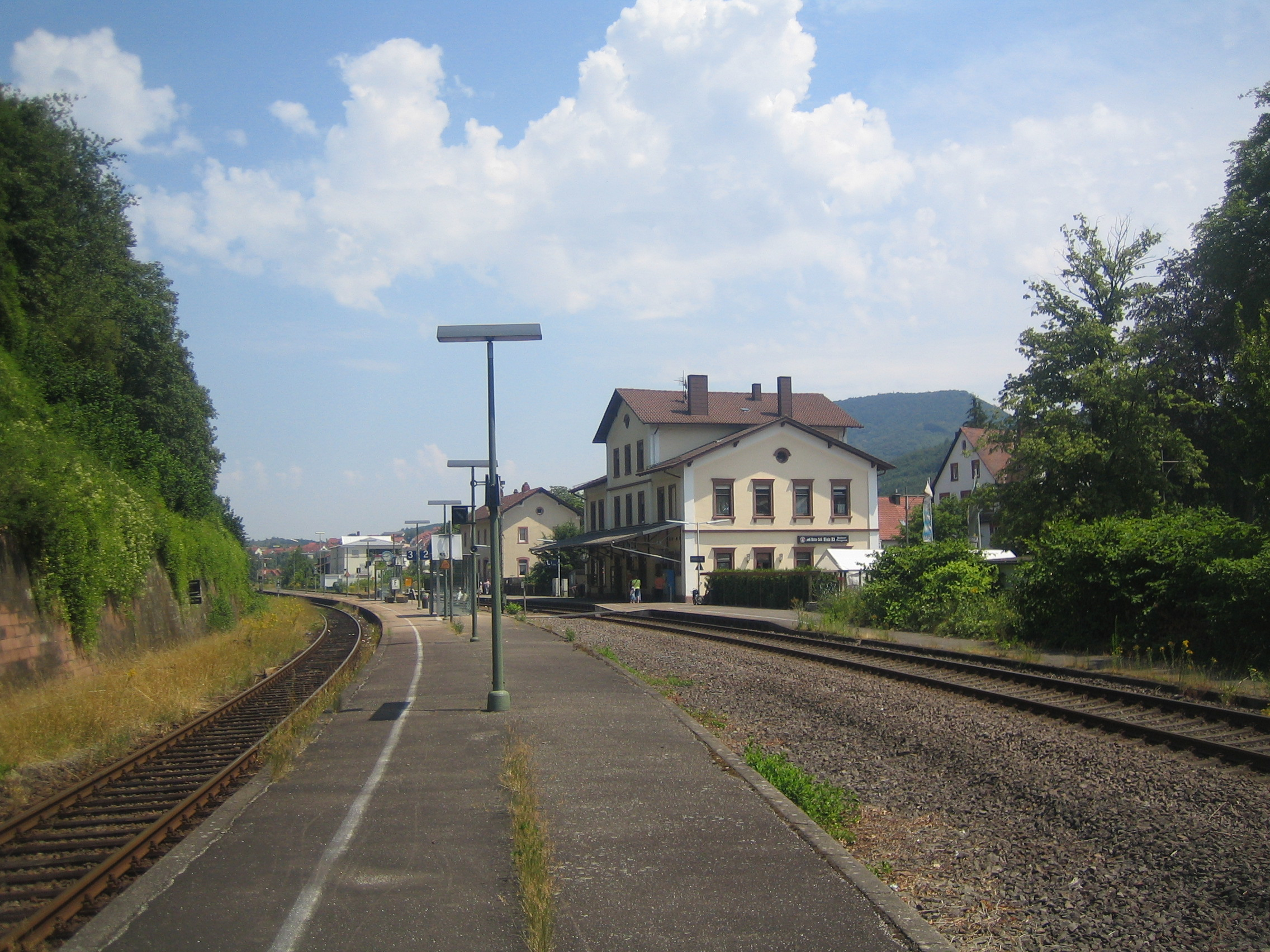
Bahnhof Annweiler am Trifels

Die Anbindung an das Schienennetz erfolgte 1874; der Bahnhof nahe der Kernstadt war zunächst Endpunkt der heutigen Bahnstrecke Landau–Rohrbach, die ein Jahr später bis nach Zweibrücken durchgebunden wurde und seit 1895 bis nach Rohrbach führt. Im Zuge der Namenserweiterung von Annweiler 1949 erhielt ebenso die Bezeichnung des Bahnhofs den Zusatz „am Trifels“. Seit 1994 bestehen stündliche Bahnverbindungen nach Landau sowie nach Pirmasens. Seit 2012 gibt es zusätzlich den Haltepunkt Annweiler-Sarnstall. Mit Annweiler West ist ein weiterer Halt im Stadtgebiet geplant. Der Bahnhof Albersweiler befand sich im äußersten Osten der Stadtgemarkung auf dem Terrain des Ortsbezirks Queichhambach, ehe er 1984 zugunsten eines ortsnahen Haltepunktes für die entsprechende Gemeinde aufgegeben wurde.
Straße

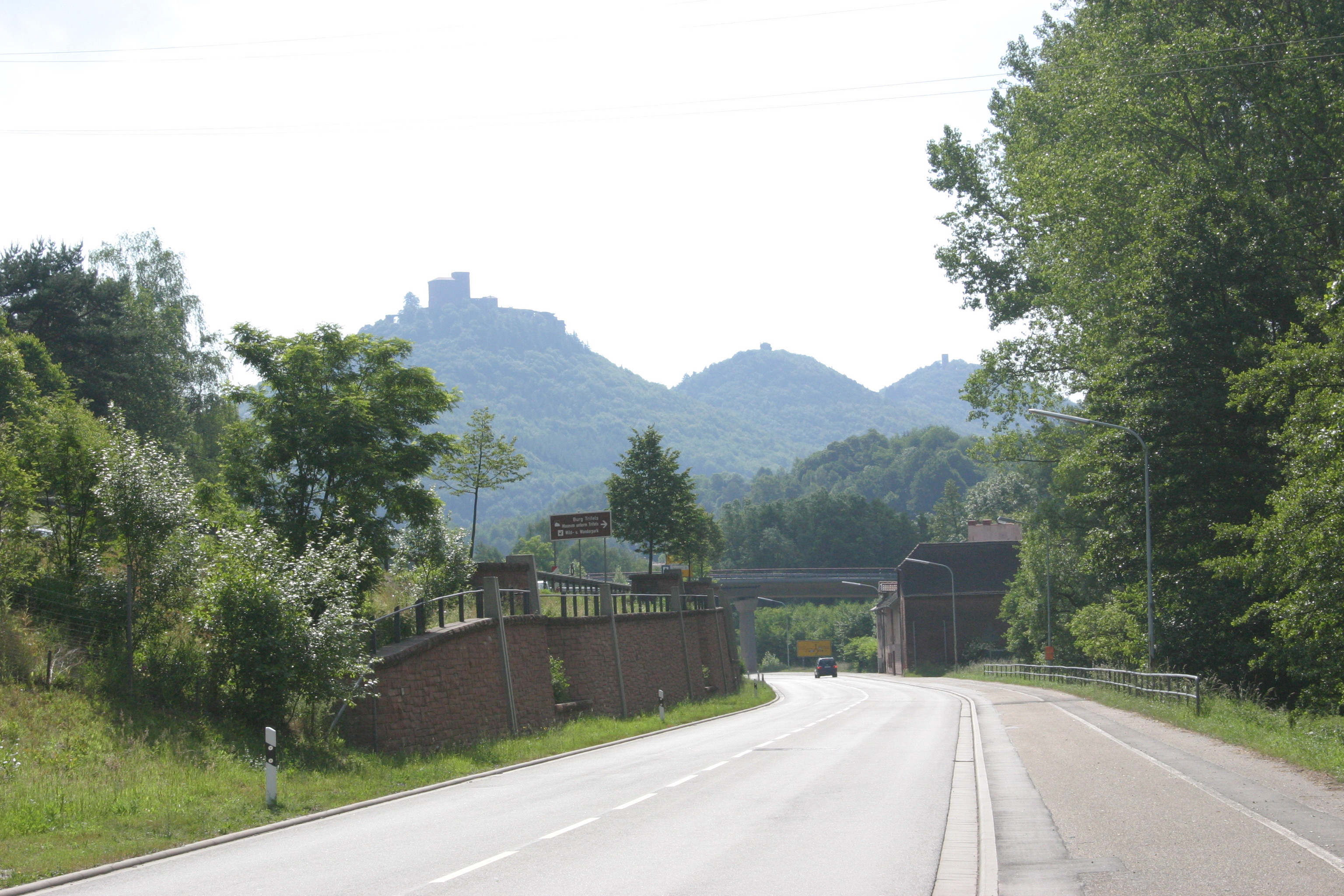
Bundesstraße 48, im Hintergrund die Bundesstraße 10

Annweiler ist erreichbar über die Bundesstraße 10, die unter anderem nach Landau in der Pfalz und Pirmasens führt. Ursprünglich führte sie mitten durch die Kernstadt, ehe sie nördlich der Bebauung herumgeführt wurde. Bei der Anschlussstelle Landau-Nord ist sie an die A 65 Ludwigshafen am Rhein–Karlsruhe angebunden. Innerhalb der Annweilerer Stadtgemarkung führt sie in Richtung Pirmasens durch drei Tunnel; dies sind von Ost nach West der Barbarossatunnel, der Löwenherztunnel und der Staufertunnel. Der Staufertunnel gehört mit seinen 1038 Metern Länge zu den 70 längsten Straßentunneln in Deutschland. Innerhalb des Stadtgebiets ist sie als Kraftfahrstraße ausgewiesen. Die Bundesstraße 48, die von Bingen nach Bad Bergzabern verläuft, verbindet Annweiler ebenfalls mit dem überregionalen Straßennetz. Westlich der Anschlussstelle Annweiler am Trifels-West verläuft sie gemeinsam mit der Bundesstraße 10. Letztere besitzt zusätzlich die Anschlussstelle Annweiler am Trifels-Ost.
Durch die Kernstadt verläuft die Landesstraße 490, die von Niederschlettenbach und Sarnstall bis nach Queichhambach führt. Die Trifelsstraße als Bestandteil der Kreisstraße 2 verbindet die Stadtmitte mit der Burg Trifels und die Kreisstraße 3 mit Bindersbach. Die Kreisstraße 4 führt nach Gräfenhausen. Innerhalb der der Innenstadt existiert in Form des Schipkapasses außerdem eine sehr schmale Straße, die in westlicher Richtung von der Wassergasse fortgesetzt wird. Zudem ist die Stadt Sitz einer Straßenmeisterei, die dem Landesbetrieb Mobilität Speyer untersteht.
Annweiler ist Ausgangspunkt mehrerer Buslinien des Verkehrsverbundes Rhein-Neckar, die alle von der Queichtal Nahverkehrsgesellschaft betrieben werden und vor allem die übrigen Orte innerhalb der gleichnamigen Verbandsgemeinde anbinden. Die bedeutendste ist die Linie 531, die über Gossersweiler-Stein, Klingenmünster und Ilbesheim bei Landau in der Pfalz nach Landau führt. Die Linie 523 bedient die eingemeindeten Stadtteile. Besagte Betreibergesellschaft verfügt zudem in der Stadt über ein Depot.

### Tourismus

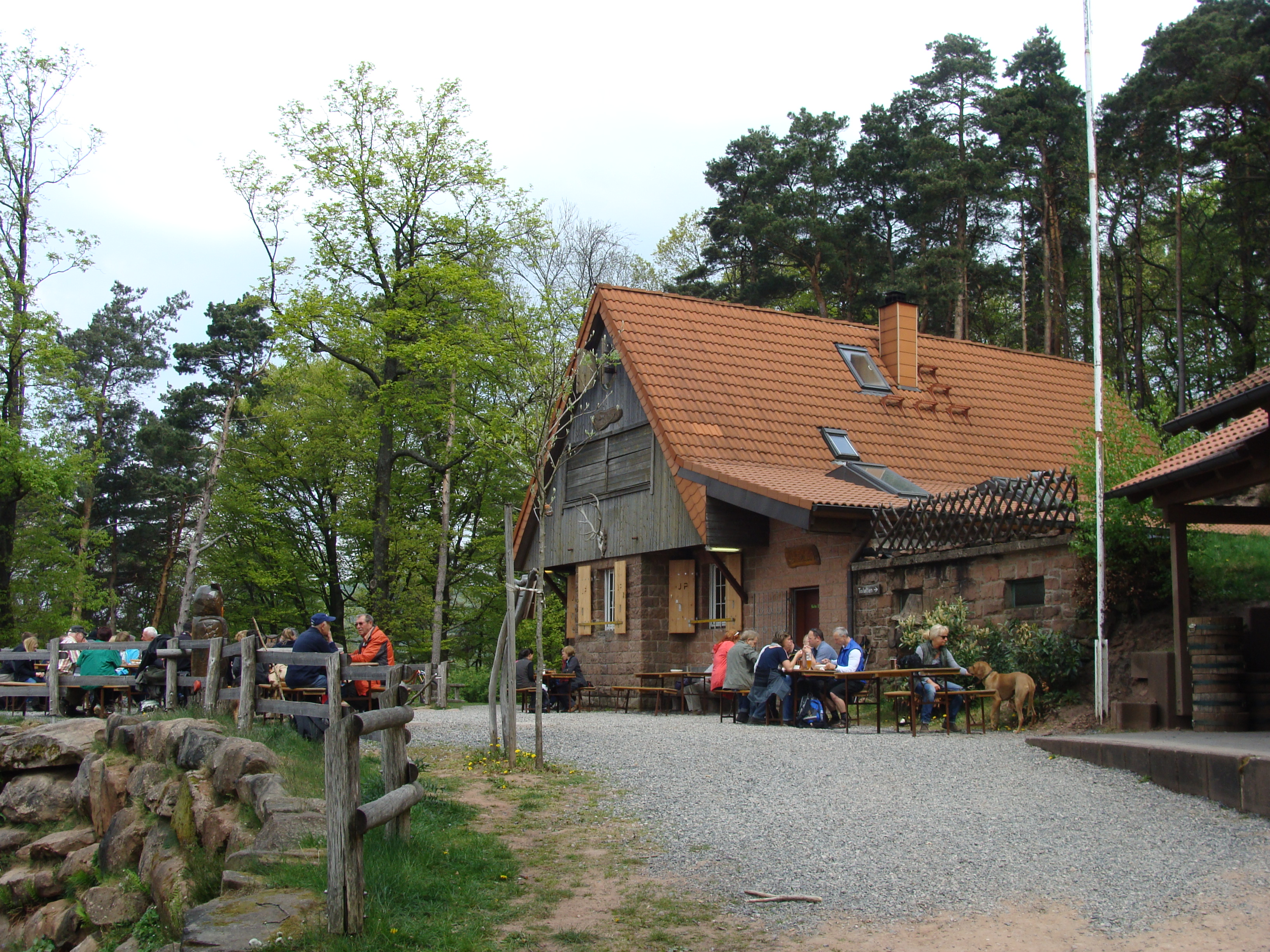
Jung-Pfalz-Hütte

Auf Gemarkung der Stadt stehen mit der vom Jugendpflegeverein Jung-Pfalz betriebenen Jung-Pfalz-Hütte, der unter der Regie des Pfälzerwald-Vereins stehenden Schutzhütte an der Holderquelle  und der von der Vereinigung der Pfälzer Kletterer bewirtschafteten Klettererhütte außerdem mehrere Hütten für Wanderer. Im Osten der Gemarkung befindet sich der Hohenbergturm.
Die Stadt liegt am Queichtalradweg. Zudem führen durch sie mehrere Wanderwege, darunter der Pfälzer Keschdeweg, der im Dezember 2010 eröffnete Prädikatswanderweg Pfälzer Weinsteig und der mit einem blauen Balken markierte Fernwanderweg Staudernheim–Soultz-sous-Forêts. Durch die Waldexklave führt der Höcherbergweg, der von Niederwürzbach bis nach Böchingen verläuft und der mit einem rot-weißen Balken markiert ist. Durch den Osten der Gemarkung verläuft der Saar-Pfalz-Weg.
Ein weiterer Wanderweg ist mit einem weiß-blauen Balken markiert und verläuft von Bad Münster am Stein bis nach Sankt Germanshof. Ein anderer mit der Markierung „gelber Balken“ verläuft von Contwig nach Germersheim. Ein weiterer ist mit einem grün-blauen Balken gekennzeichnet und stellt eine Verbindung mit Göllheim sowie Eppenbrunn her.
Ein mit einem blau-gelben Balken markierter Wanderweg führt zum Annweiler Forsthaus und einer mit einem roten Punkt versehener über den Almersberg.
Als Rundwanderweg angelegt ist der Richard-Löwenherz-Weg.

### Institutionen

Gut Hohenberg

Während der Zugehörigkeit zu Frankreich war die Stadt Sitz eines Friedensgerichts, das dem Tribunal erster Instanz Zweibrücken unterstand. Während der Zeit des Nationalsozialismus war in der Stadt eine Gauführerschule des Gaus Saarpfalz untergebracht. Bis 1966 war Annweiler Sitz eines Amtsgerichts.
Annweiler verfügt über eine Grundschule und eine Realschule plus (Staatliche Realschule Annweiler) die eine Partnerschule mit der William Lovell Secondary-School in Stickney, Lincolnshire war. Weiterhin gibt es In Form des Staufer-Schulzentrum FSP Lernen eine Schule für Lernbehinderte sowie eine Berufsbildende Schule. Das Evangelische Trifels-Gymnasium steht unter kirchlicher Trägerschaft. Während der frühen Neuzeit existierte außerdem eine Lateinschule.
Auf Gemarkung der Stadt befindet sich außerdem der Schul- und Seminarbauernhof Gut Hohenberg der Stiftung Ökologie & Landbau. Zudem ist der Pfälzer Turnerbund im Turnerjugendheim Annweiler ansässig. Ebenso existiert mit dem TSV Annweiler ein Sportverein.

## Persönlichkeiten

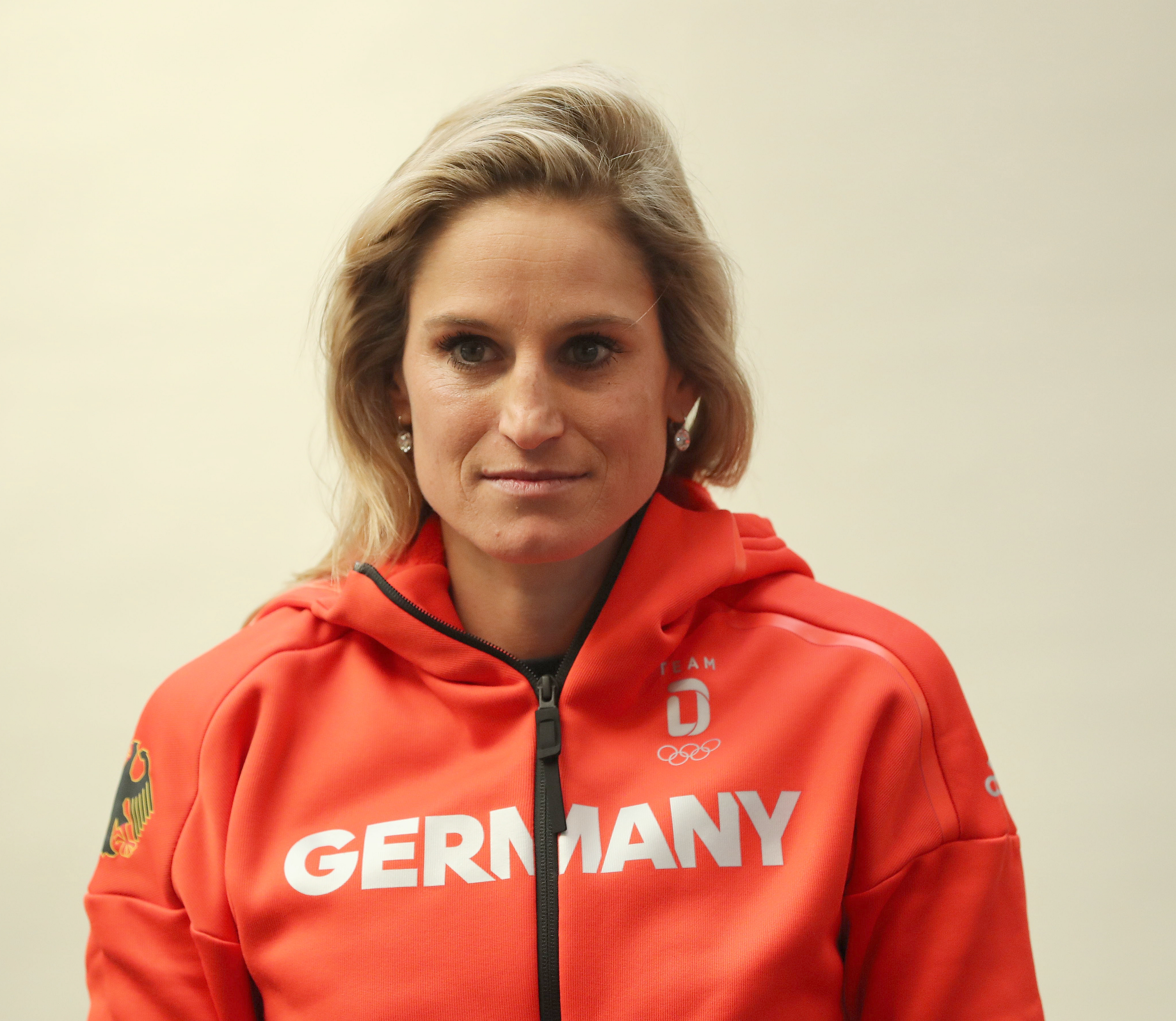
Nicole Fessel

Zu Ehrenbürgern der Stadt wurden unter anderem der Unternehmer Gustav Ullrich im Jahr 1935, der Maler Adolf Kessler 1960 und der Theologe Georg Biundo 1976 ernannt.
Bekannte Söhne der Stadt waren im 18. Jahrhundert der Klavierbauer Matthias Christian Baumann und der Architekt Friedrich Gerhard Wahl. Ein Jahrhundert später folgten der Mediziner Georg Rapp, der als Leibarzt die Königin Olga von Württemberg betreute, der Verleger und Politiker Eugen Jäger, der Theologe August Naegle und der Kirchenmusiker Adolf Graf. Im 20. Jahrhundert wurden unter anderen der Altphilologe Otto Seel, der Rechtswissenschaftler Hans Heinrich Rupp, der Sozialpsychologe Norbert Schwarz, der Historiker Theo Schwarzmüller, die Skilangläuferin Nicole Fessel und der amtierende Freiburger Oberbürgermeister Martin Horn in Annweiler geboren.
Zu den Personen, die in der Stadt wirkten, gehören der Theologe David Pareus, der 1621 vor dem Dreißigjährigen Krieg nach Annweiler floh, der Arzt Lukas Jäger, der ab 1840 vor Ort praktizierte, der Soldat Friedrich Kurtz, der sich später in der Stadt niederließ und dort starb, sowie der Filmemacher Rudolf Werner und der Maler Alexander Solotzew, der seit 2011 vor Ort lebt.
.